# Perilitus americanus
Perilitus americanus är en stekelart som beskrevs av Riley 1889. Perilitus americanus ingår i släktet Perilitus och familjen bracksteklar. Inga underarter finns listade i Catalogue of Life.